# 37BASE
37BASE（さんななベース）は、富山県南砺市岩屋にあるサウナ・温泉施設である。

## 概要
地元の解体業・産廃業を営む昭信機工が、支えてくれた地元に恩返しする目的で、同社隣接地に2023年12月13日に開業した。店名は、3世代が7つの施設（温泉、炭酸浴、サウナ、岩盤浴、レストラン、酵素カプセル、休憩ラウンジ）で楽しむ基地という意味である。
建物は鉄骨平屋建てで、外観、内装共に黒に統一されたスタイリッシュなデザインで、太陽光発電設備も導入されている。
温泉は庄川清流温泉から供給している含鉄 - ナトリウム - 塩化物・炭酸水素塩泉で、解体工事の木材を利用した木質チップを燃料としたボイラーで41.5℃に加温している。炭酸泉や岩盤浴も完備。
サウナは、約100℃に設定された高温サウナで7～8人収容可能。モダンなジャズが流れる大人の空間となっている。全天候型の外気浴エリア（サウナチェア6台）と水温18℃の水風呂も完備されている。
2024年11月には、同施設の広告が『第17回景観広告とやま賞』で最優秀賞となる『景観広告大賞』『富山県知事賞』に選定された。

## アクセス
JR西日本城端線 福野駅から車で7分。68台分の駐車場を有する。